# Tour de França de 1938
El Tour de França de 1938 fou la 32a edició del Tour de França i es disputà entre el 5 i el 31 de juliol de 1938, sobre un recorregut de 4.694 km, distribuïts en 21 etapes, dos d'elles dividides en dos sectors i tres en tres, i un total de 29 finals d'etapa que es van disputar a una mitjana de 31,565 km/h.
El duel entre Gino Bartali i Félicien Vervaecke és l'element més destecat de la lluita esportiva, però a la 14a etapa Bartali aconsegueix treure-li més de 5' de diferència, cosa que clarifica força la classificació final.
Antonin Magne i André Leducq s'acomiaden del Tour de França de la millor manera possible, escapant-se a la darrera etapa i arribant a París agafats de l'espatlla. Ambdós seran donats com a guanyadors exaequo per part dels comissaris esportius.
En aquesta edició es redueixen les bonificacions: 1' pel vencedor i 1' pel primer a arribar als colls de muntanya. En cas d'arribar en solitari la bonificació igual a la diferència respecte al segon es redueix a un màxim d'1' 15".
Així mateix, queden suprimides les contrarellotges per equip.

## Canvis respecte a l'edició anterior
El sistema de bonificacions fou reduït en comparació amb el 1937: el vencedor de cada etapa sols rebia una bonificació d'un minut, al qual s'afegia la diferència respecte al segon classificat, amb un màxim de 75 segons. Els ciclistes que coronaven en primera posició un coll de muntanya sols rebien un minut de bonificació.
Les contrarellotges per equips, en què els equips prenien la sortida separats per 15 minuts, foren eliminades de la cursa. No tornaran a ser presents al Tour fins a l'edició de 1954, però amb un format diferent. Per contra, el Tour de 1938 compta amb dues contrarellotges individuals.
En anys precedents els ciclistes corrien bé en equips nacionals o bé manera individual. El 1937 hi hagué problemes amb ciclistes individuals que havien estat acusats d'ajudar d'altres ciclistes, culminant amb l'abandonament de tot l'equip belga del Tour, amb el líder al capdavant. Per evitar aquests problemes les categories per a ciclistes individuals foren eliminades del Tour de França de 1938, i tots els ciclistes que prengueren part ho feren dins els equips nacionals. Però en haver-hi molts ciclistes francesos que no encaixaven en l'equip nacional, es van incloure dos equips francesos més, els "Bleuets" i els "Cadets". Els "Bleuets" eren una mena de selecció francesa "B", mentre els "Cadets" eren joves promeses franceses.

## Participants
Els països amb més tradició ciclista el 1938, Bèlgica, Itàlia, Alemanya i França enviaren equips amb 12 ciclistes cadascun. Espanya, Luxemburg, Suïssa i els Països Baixos van enviar equips més petits, de sis ciclistes cadascun. A banda, els francesos tenien dos equips addicionals de 12 ciclistes cadascun: els cadets i els Bleuets.
Els tres equips més potents eren el belga, el francès i l'italià. L'equip nacional italià era liderat per Gino Bartali, que liderava l'edició del 1937 quan patí una important caiguda que li va fer perdre totes les opcions. La federació italiana de ciclisme li havia demanat que no participés en el Giro d'Itàlia de 1938 i que concentrés tots els seus esforços en el Tour de França.

## Recorregut
Després de mantenir un recorregut molt similar des de 1932, fent la volta a França en el sentit de les agulles del rellotge, en aquesta ocasió es fa a la inversa, per la qual cosa els Pirineus es passen abans que els Alps. Amb aquest canvi la primera etapa de muntanya no arriba fins a la vuitena etapa i a més el començament de la cursa és molt més plàcid, ja que en edicions anteriors la primera etapa, amb final a Lilla, incloïa nombrosos trams de llambordes que la convertien quasi en definitiva.
Alhora hi ha una disminució en el nombre de ports de superar, quedant les etapes d'alta muntanya reduïdes a tres, tot i la incorporació per primera vegada del coll de l'Iseran. Sis noves vil·les acolliran una etapa del Tour de França per primera vegada: Saint-Brieuc, Arcaishon, Besiers, Reims, Laon i Saint-Quentin.

## Desenvolupament de la cursa

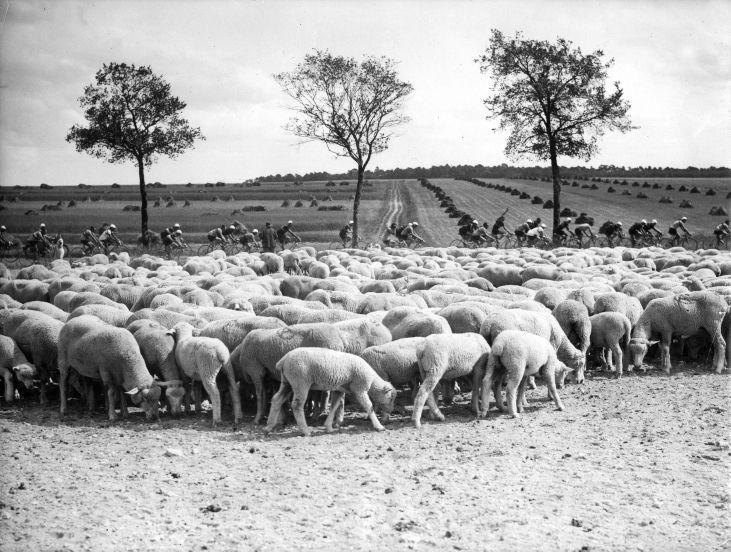
Ciclistes passant per davant un ramat d'ovelles.

En les primeres etapes, abans dels Pirineus, tots els favorits van evitar malgastar les forces. André Leducq, que no havia perdut gaire temps en les primeres etapes, va formar part d'una escapada en el segon sector de la sisena etapa, cosa que li va permetre aconseguir el liderat, en detriment de Jean Majerus. En la vuitena etapa Gino Bartali va llançar un dur atac, deixant enrere a tots els rivas, però en el descens del coll d'Aspin la seva roda es va trencar i Félicien Vervaecke i Edward Vissers el van superar. Bartali finalment acabà l'etapa en tercera posició, però Vervaecke es va fer amb el liderat. En aquesta etapa, l'antic vencedor del Tour, Georges Speicher va ser enxampat remolcant-se amb l'ajuda d'un cotxe i va ser expulsat de la carrera.
En finalitzar aquesta etapa Bartali ocupava la segona posició en la classificació general, a poc més de dos minuts de Vervaecke. En la següent etapa Bartali aconseguí reduir la diferència amb el líder a menys d'un minut gràcies a les bonificacions obtingudes en passar en primera posició pel Coll de Portèth d'Aspèth. Amb tot, en la contrarellotge individual del segon sector de la 10a etapa Vervaecke augmentà les diferències fins a 3' 45", que quedaren reduïts en un minut en la següent etapa en passar Bartali en primera posició pel coll de Braus.
En la catorzena, amb el pas pels colls d'Alòs, Vars i Izoard, Bartali llença un atac demolidor que li permet guanyar l'etapa amb més de cinc minuts sobre Mario Vicini, disset sobre el fins aleshores líder Vervaecke i vint sobre Vissers. Bartali passà a ser el nou líder de la cursa.
Abans de començar la quinzena etapa Bartali no es trobava bé del tot. El seu director d'equip, Costante Girardengo, li va dir que no es forcés i Bartali va deixar la iniciativa en mans dels seus rivals i fins i tot quedà despenjat en el pas per alguns dels ports de muntnaya. Amb tot, en el descens del coll de l'Iseran Bartali accelerà el ritme fins a arribar al grup capdavanter. Durant l'etapa, Mathias Clemens, que havia començat l'etapa com a segon classificat, va perdre molt de temps, amb la qual cosa Vervaecke passà a ocupar la segona posició en la general a més de 20 minuts de Bartali.
A partir d'aquest punt la defensa del liderat per part de Bartali fou fàcil. Vervaecke recuperà una mica de temps en la darrera contrarellotge individual, però en cap moment posà en perill el liderat de Bartali.
En la darrera etapa Antonin Magne, vencedor del Tour de França de 1931 i 1934, i André Leducq, vencedor del 1930 i 1932, es van escapar i creuaren la línia d'arribada plegats. Els jutges de la cursa els van declarar vencedors exaquos. Aquesta fou la 25a victòria d'etapa de Leducq i posteriorment sols Eddy Merckx i Bernard Hinault han guanyat més etapes, mentre Mark Cavendish té les mateixes. Per ambdós ciclistes aquesta fou la darrera etapa que disputaven del Tour de França.

## Resultats

### Etapes
Les etapes 6 i 17 foren dividides en dos sectors, mentre la 4, 10 i 20 ho foren en tres sectors. Es disputaren dues contrarellotges individuals en el segon sector de la 10a i 20a etapes.
| Etapa | Data         | Recorregut                     |                           | Km   | Vencedor d'etapa                         | Líder de la general      |
| ----- | ------------ | ------------------------------ | ------------------------- | ---- | ---------------------------------------- | ------------------------ |
| 1a    | 5 de juliol  | París - Caen                   | Etapa plana               | 215  | Willi Oberbeck (GER)                     | Willi Oberbeck (GER)     |
| 2a    | 6 de juliol  | Caen - Saint-Brieuc            | Etapa plana               | 237  | Jean Majerus (LUX)                       | Jean Majerus (LUX)       |
| 3a    | 7 de juliol  | Saint-Brieuc - Nantes          | Etapa plana               | 238  | Gerrit Schulte (NED)                     | Jean Majerus (LUX)       |
| 4a A  | 8 de juliol  | Nantes - La Roche-sur-Yon      | Etapa plana               | 62   | Eloi Meulenberg (BEL)                    | Jean Majerus (LUX)       |
| 4a B  | 8 de juliol  | La Roche-sur-Yon - La Rochelle | Etapa plana               | 83   | Eloi Meulenberg (BEL)                    | Jean Majerus (LUX)       |
| 4a C  | 8 de juliol  | La Rochelle - Royan            | Etapa plana               | 83   | Félicien Vervaecke (BEL)                 | Jean Majerus (LUX)       |
| 5a    | 10 de juliol | Royan - Bordeus                | Etapa plana               | 198  | Eloi Meulenberg (BEL)                    | Jean Majerus (LUX)       |
| 6a A  | 11 de juliol | Bordeus - Arcaishon            | Etapa plana               | 52,5 | Jules Rossi (ITA)                        | Jean Majerus (LUX)       |
| 6a B  | 11 de juliol | Arcaishon - Baiona             | Etapa plana               | 171  | Glauco Servadei (ITA)                    | André Leducq (FRA)       |
| 7a    | 12 de juliol | Baiona - Pau                   | Etapa plana               | 115  | Theo Middelkamp (NED)                    | André Leducq (FRA)       |
| 8a    | 14 de juliol | Pau - Banhèras de Luishon      | Etapa de muntanya         | 193  | Félicien Vervaecke (BEL)                 | Félicien Vervaecke (BEL) |
| 9a    | 16 de juliol | Banhèras de Luishon - Perpinyà | Etapa de mitja muntanya   | 260  | Jean Fréchaut (FRA)                      | Félicien Vervaecke (BEL) |
| 10a A | 17 de juliol | Perpinyà - Narbona             | Etapa plana               | 63   | Antoon Van Schendel (NED)                | Félicien Vervaecke (BEL) |
| 10a B | 17 de juliol | Narbona - Besiers              | Contrarellotge individual | 27   | Félicien Vervaecke (BEL)                 | Félicien Vervaecke (BEL) |
| 10a C | 17 de juliol | Besiers - Montpeller           | Etapa plana               | 73   | Antonin Magne (FRA)                      | Félicien Vervaecke (BEL) |
| 11a   | 18 de juliol | Montpeller - Marsella          | Etapa plana               | 223  | Gino Bartali (ITA)                       | Félicien Vervaecke (BEL) |
| 12a   | 19 de juliol | Marsella - Canes               | Etapa plana               | 199  | Jean Fréchaut (FRA)                      | Félicien Vervaecke (BEL) |
| 13a   | 21 de juliol | Canes - Dinha                  | Etapa de mitja muntanya   | 284  | Dante Gianello (FRA)                     | Félicien Vervaecke (BEL) |
| 14a   | 22 de juliol | Dinha - Briançon               | Etapa de muntanya         | 219  | Gino Bartali (ITA)                       | Gino Bartali (ITA)       |
| 15a   | 23 de juliol | Briançon - Aix-les-Bains       | Etapa de muntanya         | 311  | Marcel Kint (BEL)                        | Gino Bartali (ITA)       |
| 16a   | 25 de juliol | Aix-les-Bains - Besançon       | Etapa de mitja muntanya   | 284  | Marcel Kint (BEL)                        | Gino Bartali (ITA)       |
| 17a A | 26 de juliol | Besançon - Belfort             | Etapa plana               | 89,5 | Émile Masson (BEL)                       | Gino Bartali (ITA)       |
| 17a B | 26 de juliol | Belfort - Estrasburg           | Etapa plana               | 143  | Jean Fréchaut (FRA)                      | Gino Bartali (ITA)       |
| 18a   | 27 de juliol | Estrasburg - Metz              | Etapa plana               | 104  | Marcel Kint (BEL)                        | Gino Bartali (ITA)       |
| 19a   | 28 de juliol | Metz - Reims                   | Etapa plana               | 196  | Fabien Galateau (FRA)                    | Gino Bartali (ITA)       |
| 20a A | 30 de juliol | Reims - Laon                   | Etapa plana               | 48   | Glauco Servadei (ITA)                    | Gino Bartali (ITA)       |
| 20a B | 30 de juliol | Laon - Saint-Quentin           | Contrarellotge individual | 42   | Félicien Vervaecke (BEL)                 | Gino Bartali (ITA)       |
| 20a C | 30 de juliol | Saint-Quentin - Lilla          | Etapa plana               | 107  | François Neuville (BEL)                  | Gino Bartali (ITA)       |
| 21a   | 31 de juliol | Lilla - París                  | Etapa plana               | 279  | Antonin Magne (FRA) · André Leducq (FRA) | Gino Bartali (ITA)       |

### Classificació general
El ciclista que arribava a la meta en el menor temps era proclamat el vencedor d'etapa. Els diferents temps de cada etapa eren sumats per aconseguir la classificació general, guanyada pel ciclista amb menor temps acumulat. Si un ciclista havia rebut alguna bonificació de temps es restava del total, de la mateixa manera que les penalitzacions de temps s'afegien al total. El líder de la cursa era identificat pel mallot groc.
| Pos. | Ciclista                 | Equip     | Temps        |
| ---- | ------------------------ | --------- | ------------ |
| 1    | Gino Bartali (ITA)       | Itàlia    | 148h 29' 12" |
| 2    | Félicien Vervaecke (BEL) | Bèlgica   | + 18' 27"    |
| 3    | Victor Cosson (FRA)      | França    | + 29' 26"    |
| 4    | Edward Vissers (BEL)     | Bèlgica   | + 35' 08"    |
| 5    | Mathias Clemens (LUX)    | Luxemburg | + 42' 08"    |
| 6    | Mario Vicini (ITA)       | Itàlia    | + 44' 59"    |
| 7    | Jules Lowie (BEL)        | Bèlgica   | + 48' 56"    |
| 8    | Antonin Magne (FRA)      | França    | + 49' 00"    |
| 9    | Marcel Kint (BEL)        | Bèlgica   | + 59' 49"    |
| 10   | Dante Gianello (FRA)     | Bleuets   | + 1h 06' 47" |

| Classificació final (11–55) | Classificació final (11–55) | Classificació final (11–55) | Classificació final (11–55) |
| Pos.                        | Ciclista                    | Equip                       | Temps                       |
| --------------------------- | --------------------------- | --------------------------- | --------------------------- |
| 11                          | Jean-Marie Goasmat (FRA)    | França                      | + 1h 07' 34"                |
| 12                          | Albertin Disseaux (BEL)     | Bèlgica                     | + 1h 12' 16"                |
| 13                          | Robert Tanneveau (FRA)      | Cadets                      | + 1h 13' 54"                |
| 14                          | Sylvère Maes (BEL)          | Bèlgica                     | + 1h 21' 11"                |
| 15                          | Pierre Gallien (FRA)        | França                      | + 1h 24' 34"                |
| 16                          | Mariano Cañardo (ESP)       | Espanya                     | +1 h 26' 48"                |
| 17                          | François Neuville (BEL)     | Bèlgica                     | + 1h 35' 43"                |
| 18                          | Jean Fréchaut (FRA)         | França                      | + 1h 37' 24"                |
| 19                          | Rafael Ramos (ESP)          | Espanya                     | + 1h 37' 40"                |
| 20                          | Glauco Servadei (ITA)       | Itàlia                      | + 1h 41' 38"                |
| 21                          | Otto Weckerling (GER)       | Alemanya                    | + 1h 42' 27"                |
| 22                          | Raymond Passat (FRA)        | Cadets                      | + 1h 47' 19"                |
| 23                          | Yvan Marie (FRA)            | Cadets                      | + 1h 49' 49"                |
| 24                          | Jean Fontenay (FRA)         | Cadets                      | + 1h 50' 04"                |
| 25                          | Giordano Cottur (ITA)       | Itàlia                      | + 1h 50' 08"                |
| 26                          | Raymond Louviot (FRA)       | Cadets                      | + 1h 50' 21"                |
| 27                          | Giuseppe Martano (ITA)      | Itàlia                      | + 1h 52' 31"                |
| 28                          | Fabien Galateau (FRA)       | Cadets                      | + 1h 52' 43"                |
| 29                          | Julián Berrendero (ESP)     | Espanya                     | + 1h 53' 31"                |
| 30                          | André Leducq (FRA)          | Cadets                      | + 1h 53' 42"                |
| 31                          | Paul Egli (SUI)             | Suïssa                      | + 2h 00' 06"                |
| 32                          | Arsène Mersch (LUX)         | Luxemburg                   | + 2h 03' 16"                |
| 33                          | Vasco Bergamaschi (ITA)     | Itàlia                      | + 2h 07' 07"                |
| 34                          | Émile Masson (BEL)          | Bèlgica                     | + 2h 13' 39"                |
| 35                          | Albert Bourlon (FRA)        | Bleuets                     | + 2h 18' 00"                |
| 36                          | Lucien Le Guével (FRA)      | Bleuets                     | + 2h 22' 33"                |
| 37                          | François Neuens (LUX)       | Luxemburg                   | + 2h 23' 10"                |
| 38                          | Enrico Mollo (ITA)          | Itàlia                      | + 2h 24' 35"                |
| 39                          | Constant Lauwers (BEL)      | Bèlgica                     | + 2h 26' 28"                |
| 40                          | Oreste Bernardoni (FRA)     | Bleuets                     | + 2h 29' 34"                |
| 41                          | Robert Oubron (FRA)         | Cadets                      | + 2h 43' 41"                |
| 42                          | Camille Leroy 2 (FRA)       | Bleuets                     | + 3h 02' 15"                |
| 43                          | Theo Middelkamp (NED)       | Països Baixos               | + 3h 02' 45"                |
| 44                          | Pierre Jaminet (FRA)        | França                      | + 3h 05' 40"                |
| 45                          | Josef Arents (GER)          | Alemanya                    | +3 h 15' 14"                |
| 46                          | Augusto Introzzi (ITA)      | Itàlia                      | + 3h 18' 59"                |
| 47                          | Bruno Carini (FRA)          | Cadets                      | + 3h 20' 52"                |
| 48                          | Aldo Bini (ITA)             | Itàlia                      | + 3h 20' 55"                |
| 49                          | Jean Majerus (LUX)          | Luxemburg                   | + 3h 22' 02"                |
| 50                          | Antoon Van Schendel (NED)   | Països Baixos               | + 3h 32' 24"                |
| 51                          | René Walschot (BEL)         | Bèlgica                     | + 3h 40' 43"                |
| 52                          | Herbert Hauswald (GER)      | Alemanya                    | + 3h 50' 46"                |
| 53                          | Reinhold Wendel (GER)       | Alemanya                    | + 3h 52' 57"                |
| 54                          | Nello Troggi (ITA)          | Itàlia                      | + 4h 18' 17"                |
| 55                          | Janus Hellemons (NED)       | Països Baixos               | + 5h 02' 34"                |

### Gran Premi de la Muntanya
Per la classificació de la muntanya l'organització va determinar 12 colls de muntanya puntuables, tot i que durant el recorregut se'n van superar d'altres també de gran dificultat. Al cim d'aquests colls s'atorgaven 10 punts al primer ciclista a passar-hi, nou al segon i així successivament fins al desè classificat, que rebia un punt. La principal novetat va ser la primera ascensió en la història del Tour del coll de l'Iseran.
| Etapa | Nom              | Alçada  | Serralada     | Primer             |
| ----- | ---------------- | ------- | ------------- | ------------------ |
| 8     | Aubisca          | 1.709 m | Pirineus      | Gino Bartali       |
| 8     | Tourmalet        | 2.115 m | Pirineus      | Gino Bartali       |
| 8     | Aspin            | 1.489 m | Pirineus      | Gino Bartali       |
| 8     | Pèira Sorda      | 1.569 m | Pirineus      | Félicien Vervaecke |
| 9     | Portèth d'Aspèth | 1.069 m | Pirineus      | Gino Bartali       |
| 13    | Braus            | 1.002 m | Alps Marítims | Gino Bartali       |
| 14    | Alòs             | 2.250 m | Alps          | Gino Bartali       |
| 14    | Vars             | 2.110 m | Alps          | Gino Bartali       |
| 14    | Izoard           | 2.361 m | Alps          | Gino Bartali       |
| 15    | Galibier         | 2.556 m | Alps          | Mario Vicini       |
| 15    | Iseran           | 2.770 m | Alps          | Félicien Vervaecke |
| 16    | Faucille         | 1.320 m | Alps          | Gino Bartali       |

El vencedor d'aquesta classificació va ser Gino Bartali, que fou el primer ciclista a guanyar la general i la muntanya en un mateix Tour de França.
| Pos | Ciclista                 | Equip   | Punts |
| --- | ------------------------ | ------- | ----- |
| 1   | Gino Bartali (ITA)       | Itàlia  | 107   |
| 2   | Félicien Vervaecke (BEL) | Bèlgica | 79    |
| 3   | Edward Vissers (BEL)     | Bèlgica | 76    |
| 4   | Dante Gianello (FRA)     | Bleuets | 57    |
| 5   | Victor Cosson (FRA)      | França  | 55    |

### Classificació per equips
El 1938 la classificació per equips fou calculada a partir de la suma dels tres millors temps de cada equips, sent el vencedor l'equip que sumava un menor temps. En aquesta edició hi havia vuit equips amb dotze ciclistes. Bèlgica, Itàlia, Alemanya i França tenien un equip nacional complet. Luxemburg i Suïssa per una banda i els Països Baixos i Espanya per l'altra unien els seus sis ciclistes per fer-ne un de complet. A banda França tenia dos equips de més, els bleuets i els cadets. Els bleuets també són anomenats "França B" i els cadets "França C".
| Pos. | Equip                  | Temps        |
| ---- | ---------------------- | ------------ |
| 1    | Bèlgica                | 447h 10' 07" |
| 2    | França                 | + 43' 29"    |
| 3    | Itàlia                 | + 44' 06"    |
| 4    | Luxemburg/ Suïssa      | + 3h 02' 29" |
| 5    | França Cadets          | + 3h 11' 31" |
| 6    | Espanya/ Països Baixos | + 3h 15' 29" |
| 7    | França Bleuets         | + 4h 04' 49" |
| 8    | Alemanya               | + 7h 05' 57" |

## Evolució de les classificacions
| Etapa | Vencedor                   | Classificació general | Classificació de la muntanya | Classificació per equips |
| ----- | -------------------------- | --------------------- | ---------------------------- | ------------------------ |
| 1     | Willi Oberbeck             | Willi Oberbeck        | no entregat                  | Alemanya                 |
| 2     | Jean Majerus               | Jean Majerus          | no entregat                  | França                   |
| 3     | Gerrit Schulte             | Jean Majerus          | no entregat                  | França                   |
| 4a    | Éloi Meulenberg            | Jean Majerus          | no entregat                  | França                   |
| 4b    | Éloi Meulenberg            | Jean Majerus          | no entregat                  | França                   |
| 4c    | Félicien Vervaecke         | Jean Majerus          | no entregat                  | França                   |
| 5     | Éloi Meulenberg            | Jean Majerus          | no entregat                  | França                   |
| 6a    | Jules Rossi                | Jean Majerus          | no entregat                  | França                   |
| 6b    | Glauco Servadei            | André Leducq          | no entregat                  | França                   |
| 7     | Theo Middelkamp            | André Leducq          | no entregat                  | França                   |
| 8     | Félicien Vervaecke         | Félicien Vervaecke    | Gino Bartali                 | Bèlgica                  |
| 9     | Jean Fréchaut              | Félicien Vervaecke    | Gino Bartali                 | Bèlgica                  |
| 10a   | Antoon van Schendel        | Félicien Vervaecke    | Gino Bartali                 | Bèlgica                  |
| 10b   | Félicien Vervaecke         | Félicien Vervaecke    | Gino Bartali                 | Bèlgica                  |
| 10c   | Antonin Magne              | Félicien Vervaecke    | Gino Bartali                 | Bèlgica                  |
| 11    | Gino Bartali               | Félicien Vervaecke    | Gino Bartali                 | Bèlgica                  |
| 12    | Jean Fréchaut              | Félicien Vervaecke    | Gino Bartali                 | Bèlgica                  |
| 13    | Dante Gianello             | Félicien Vervaecke    | Gino Bartali                 | Bèlgica                  |
| 14    | Gino Bartali               | Gino Bartali          | Gino Bartali                 | Bèlgica                  |
| 15    | Marcel Kint                | Gino Bartali          | Gino Bartali                 | Bèlgica                  |
| 16    | Marcel Kint                | Gino Bartali          | Gino Bartali                 | Bèlgica                  |
| 17a   | Émile Masson               | Gino Bartali          | Gino Bartali                 | Bèlgica                  |
| 17b   | Jean Fréchaut              | Gino Bartali          | Gino Bartali                 | Bèlgica                  |
| 18    | Marcel Kint                | Gino Bartali          | Gino Bartali                 | Bèlgica                  |
| 19    | Fabien Galateau            | Gino Bartali          | Gino Bartali                 | Bèlgica                  |
| 20a   | Glauco Servadei            | Gino Bartali          | Gino Bartali                 | Bèlgica                  |
| 20b   | Félicien Vervaecke         | Gino Bartali          | Gino Bartali                 | Bèlgica                  |
| 20c   | François Neuville          | Gino Bartali          | Gino Bartali                 | Bèlgica                  |
| 21    | Antonin Magne André Leducq | Gino Bartali          | Gino Bartali                 | Bèlgica                  |
| Final | Final                      | Gino Bartali          | Gino Bartali                 | Bèlgica                  |

## A posteriori
Per culpa de les tensions polítiques a Europa abans de la Segona Guerra Mundial, Itàlia no va enviar cap equip per participar en el Tour de França de 1939, per la qual cosa Bartali no va poder defensar el seu títol. Posteriorment caldrà esperar a 1947 perquè es disputi una nova edició del Tour. El 1948, Bartali va guanyar el seu segon Tour de França, convertint-se en el primer i fins ara únic ciclista a guanyar dues edicions del Tour de França amb deu anys de diferència.